# Bihari Gyula
Bihari Gyula (Nagyvárad, 1889. augusztus 2. – Budapest, 1977. január 18.) botanikus, tanár. Botanikai szakmunkákban nevének rövidítése: „Bihari”.

## Életrajza
Kolozsváron szerzett természetrajz-földrajz szakos tanári diplomát. 1924-ig dolgozott gimnáziumi tanárként Gyöngyösön, majd Csepelen. 
A Kárpát-medence sóskafajainak tanulmányozásával foglalkozott. E nemzetség húsz hazai fajának részletes leírása fűződik nevéhez, emellett számos új keverékfajt is sikerült kimutatnia. Leírásait saját kezűleg rajzolt ábráival illusztrálta. Tanulmányait a Magyar Botanikai Lapok hasábjain tette közzé.
Budapesten hunyt el 88 évesen, 1977. január 18-án.